# Tupungato (miasto)
Tupungato – miasto w Argentynie, w prowincji Mendoza, stolica departamentu o tej samej nazwie.
Według danych szacunkowych na rok 2010 miejscowość liczyła 13 218 mieszkańców.